# Rock with You
Rock with You è una canzone scritta da Rod Temperton ed interpretata dal cantante statunitense Michael Jackson estratta il 3 novembre 1979 come secondo singolo dal suo quinto album in studio, Off the Wall, pubblicato lo stesso anno.
La canzone conquistò la posizione numero uno in diverse classifiche ed è uno dei brani di maggior successo del cantante, venendo certificato con 5 Dischi di platino negli Stati Uniti, per vendite quantificate in oltre 5 milioni di copie solo nel paese.
È stata inclusa in diverse raccolte dell'artista, tra le quali HIStory: Past, Present and Future - Book I (1995), Number Ones (2003) e The Essential Michael Jackson (2005).
Il 27 febbraio 2006 Rock with You venne ripubblicato in formato DualDisc ed incluso nel videoalbum Visionary: The Video Singles. Grazie a questa seconda ripubblicazione, il singolo riuscì a piazzarsi in una posizione più alta rispetto alla precedente in molte classifiche come in quella spagnola, dove raggiunse la posizione numero uno.

## Descrizione
La produzione dell'album Off the Wall era già nel pieno quando il produttore dell'album Quincy Jones decise di chiamare a bordo anche Rod Temperton, conosciuto all'epoca come cantautore e membro degli Heatwave. Jones chiese a Temperton di scrivere qualche canzone per l'album di Jackson e Temperton propose allora tre canzoni: Rock with You, Off the Wall e Burn This Disco Out; tutte e tre finirono sull'album. Rock with You è sia una canzone d'amore che un'esortazione ad amare e danzare, con dei chiari doppi sensi legati al sesso; per tutta la canzone mentre Jackson canta "voglio rockeggiare con te, tutta la notte" è chiaro che la parola "rock" sostituisca in realtà "fare l'amore". Mai prima di questa canzone e di questo album, l'artista aveva inserito così tanti accenni suggestivi nei suoi testi.

## Video musicale
Il video musicale ritrae Jackson con un vestito scintillante di strass mentre canta e balla interpretando la canzone in una stanza nera con uno sfondo di luci colorate e laser. Il video è stato trasmesso per la prima volta da alcuni programmi musicali dell'epoca come Top of the Pops, mentre, a partire dal 1983 in poi, dopo la nascita di MTV nel 1981, e dopo che Jackson contribuì a rompere le barriere razziali col video di Billie Jean (primo video musicale di un artista di colore ad essere trasmesso da MTV), venne trasmesso anche da vari canali musicali in tutto il mondo. Il video fu diretto da Bruce Gowers e girato nel 1979 allo Stage 800 a Los Angeles, California.
Il video è stato pubblicato per la prima volta in home video nella sua versione completa sulle raccolte Video Greatest Hits - HIStory (1995), Number Ones (2003) e Michael Jackson's Vision (2010). Prima di allora era apparso, in una versione ridotta e con l'aggiunta di alcuni nuovi effetti ottici, nel lungometraggio Moonwalker (1988) e nelle sue relative versioni home video.

## Esecuzioni dal vivo
Michael Jackson interpretò la canzone dal vivo a partire dal Destiny World Tour (1979-80) e in seguito nei tour Triumph Tour (1981) e Victory Tour (1984), in tutte e tre le occasioni accompagnato dai suoi fratelli, i Jacksons. Dopo aver abbandonato la band dei fratelli nel 1984, Jackson interpretò la canzone nel suo primo tour da solista, il Bad World Tour (1987-89), la provò anche per il successivo Dangerous World Tour (1992-93), ma venne tolta dalla scaletta finale; ne interpretò allora una versione accorciata, in un medley con Off the Wall e Don't Stop 'til You Get Enought, nella prima serie di concerti del suo HIStory World Tour (1996-97) e in seguito la canzone venne provata per l'ultima volta nel 2009 per il residency show di Jackson This Is It, che non ebbe mai luogo a causa della prematura scomparsa del cantante.

## Tracce

### Versione originale
Vinile 7" Regno Unito
1. Rock with You (7" Edit) – 3:23 (Rod Temperton)
2. Get on the Floor (Album Version) – 4:37 (Michael Jackson, Louis Johnson)

Vinile 7" Stati Uniti
1. Rock with You (7" Edit) – 3:23 (Rod Temperton)
2. Workin' Day and Night (Album Version) – 5:14 (Michael Jackson)

### The Visionary Single
1. Rock with You (7" Edit) – 3:23 (Rod Temperton)
2. Rock with You (Masters at Work Remix) – 5:33 (Rod Temperton)
3. Rock with You (Videoclip) (Rod Temperton)

### Versioni ufficiali
1. Rock with You (Original LP Version) (versione originale. Sostituita dalla versione "Album Remix" nelle successive stampe) – 3:40
2. Rock with You (Album Remix) – 3:40
3. Rock with You (7" Edit) (talvolta chiamata "7 Mix" o "Single Edit". Versione utilizzata nel videoclip) – 3:23
4. Rock with You (Extended Version) (presente sul CD promozionale 12" giapponese Rock with You/Robin Hood) – 4:57
5. Rock with You (Frankie's Favorite Club Mix) – 7:49
6. Rock with You (Frankie's Knuckles Radio Mix) – 3:50
7. Rock with You (Masters at Work Remix) – 5:29

Nota: il lato B del singolo originale è, a seconda delle versioni, Get on the Floor oppure Workin' Day and Night dell'album Off The Wall (1979).

## Classifiche
| Classifica (1980-2006)         | Posizione massima |
| ------------------------------ | ----------------- |
| Australia                      | 4                 |
| Canada                         | 3                 |
| Germania                       | 58                |
| Francia                        | 59                |
| Irlanda                        | 11                |
| Italia                         | 9                 |
| Spagna                         | 1                 |
| Regno Unito                    | 7                 |
| Stati Uniti                    | 1                 |
| Stati Uniti (rhythm and blues) | 1                 |

## Altre versioni
La canzone fu reinterpretata da Brandy e Heavy D nel 1995 nell'album Q's Jook Joint sempre prodotta da Quincy Jones. Negli anni sono state pubblicate altre canzoni con lo stesso titolo, come Rock wit U (Awww Baby) di Ashanti, Rock with You di BoA, entrambe del 2003, e Rock with U di Janet Jackson del 2008, ma le varie canzoni avevano in comune solo il titolo con la canzone di Michael Jackson e non sono da considerarsi pertanto delle cover.